# Nicolas Bourriaud
Nicolas Bourriaud (ur. 13 kwietnia 1965 w Niort) – francuski kurator, krytyk sztuki, autor esejów poświęconych sztuce współczesnej. Jego książki (m.in. Esthétique relationelle, Postproduction, Radicant) przetłumaczono na kilkanaście języków.

## Życiorys
W 1980 roku założył w rodzinnym Niort grupę muzyczną La Confirmation, inspirowaną muzyką plemienną i new wave. Przede wszystkim myślał jednako karierze literackiej, co wiązało się z powstaniem w połowie lat osiemdziesiątych Société Perpendiculaire (dosłownie: Prostopadłe Towarzystwo), stowarzyszenia literacko-artystycznego, którego aktywność miała wiele z ducha dadaizmu. W 1992 roku razem z Philippe'em Parreno i Liamem Gillickiem założył czasopismo "Documents sur l'art" (istniało do 2000 roku). W latach 1987–1995 był stałym współpracownikiem magazynu "Flash Art", dla którego pisał o życiu artystycznym we Francji. W latach 90. był również kuratorem w centrum sztuki współczesnej w Dijon. W latach 2000–2006 wspólnie z Jerôme Sans kierował Palais de Tokyo w Paryżu. W 2007 roku został zaproszony przez Tate Modern do objęcia stanowiska kuratora w tej instytucji, funkcję pełnił do 2010 roku. Razem z architektem Philippe'em Chiambettą i wydawcą Christophe'em Le Gakiem w 2008 roku założyli wspólnie czasopismo "Stream". W 2009 roku był kuratorem czwartego Tate Triennal – imprezy, która co trzy lata podsumowuje wydarzenia w sztuce współczesnej.

## Teksty krytyczne o sztuce i poglądy
Bourriaud jest znany przede wszystkim jako autor koncepcji estetyki relacyjnej. Została ona przedstawiona w książce Esthétique relationelle, która ukazała się we Francji w 1998 roku i była zbiorem esejów, które wcześniej ukazywały się głównie na łamach "Documents sur l'art". Bourriaud wskazuje w tej publikacji na wyłonienie się na początku lat 90. XX wieku szeregu praktyk artystycznych, które radykalnie różnią się od postmodernistycznej, nastawionej na sprzedaż sztuki wcześniejszej dekady. Ich przedmiotem staje się wytwarzanie relacji międzyludzkich. Praktyki te przeciwstawiają się standaryzacji i refikacji życia, będących rezultatem gwałtownego rozwoju technologii i ofensywy neoliberalnej gospodarki. Sztuka stanowi rodzaj "szczeliny" w tym kapitalistyczno-technologicznym systemie władzy i drobnymi gestami próbuje neutralizować jego skutki. Szeroki rozgłos koncepcja zdobyła dopiero w 2004 roku, gdy na łamach czasopisma "October" ukazał się tekst Claire Bishop, w którym amerykańska krytyczka sztuki wskazywała na utopijny i – jej zdaniem – de facto apolityczny charakter koncepcji Bourriaud. Dyskusja była kontynuowana w wielu międzynarodowych magazynach poświęconych sztuce współczesnej (np. "Artforum") i przyniosła koncepcji Nicolasa Bourriaud i jemu samemu sporą popularność.
Inne książki Bourriaud to Postproduction i Radicant. W Postproduction Bourriaud podejmuje wątek "brikolażowego" charakteru praktyk współczesnych artystów, którzy – podobnie jak didżeje w muzyce – wykorzystują gotowe już produkty, aby wytwarzać na ich podstawie nowe znaczące całości. Radicant to książka o końcu postmodernizmu i pojawieniu się nowej formacji kulturowej "alternowoczesności/altermodernizmu": modernizm wybiegał gwałtownie naprzód, postmodernizm karmił się "przeżutymi" wątkami historycznymi, alternowoczesność jest rodzajem wędrówki, która odrzuca linearną wizję czasu, typową dla nowoczesności, aby swobodnie penetrować obszary historii, geografii i tożsamości. Stanowi namysł nad przeszłością, jednak w przeciwieństwie do postmodernizmu w przeszłości szuka tego, co źródłowe, nie zaś klisz i lejtmotywów układanych w eklektyczne całości. Metaforą alternowoczesności jest korzeń przybyszowy (fr. radicant), który zapuszcza się w ziemię nie z centralnie określonego punktu, ale z wielu różnych miejsc (liście, łodygi, pień) – podobnie alternowoczesność czerpie z tradycji to, co w danej chwili przydatne, nie podporządkowując rozwoju kultury jednej wizji czasu.

## Wystawy
Nicolas Bourriaud był kuratorem m.in. następujących wystaw:
- "Courts-métrages immobiles", biennale w Wenecji, 1990;
- "Il faut construire l'Hacienda" (z Erikiem Troncym), CCC Tours, 1992;
- "Aperto", biennale w Wenecji, 1993;
- "Traffic", CAPC w Bordeaux, 1996;
- "Joint Ventures", Basilico Fine Arts, Nowy Jork, 1996;
- "Le Capital: tableaux, diagrammes et bureaux d'études", CRAC w Sète, 1999;
- "Contacts: relations, bricolage et travaux de consommation", Kunsthalle we Fryburgu, 2001;
- "Postproduction: sampling, displaying and programming", San Gemignano, 2001;
- "Touch", San Francisco Art Institute, 2002;
- "GNS: global navigation system", Palais de Tokyo, Paryż, 2003;
- "Playlist", Palais de Tokyo, Paryż 2004;
- "Tetsumi Kudo/Michel Blazy", Palais de Tokyo, Paryż 2004;
- "Stock zéro: prologue", Bukareszt, 2004;
- "Thomas Hirschhorn: 24h Foucault", Palais de Tokyo, Paryż 2004;
- biennale sztuki współczesnej w Moskwie (inni kuratorzy to: H.U Obrist, D. Birnbaum, I. Boubnova, J. Backstein, R. Martinez), 2005 i 2007;
- biennale sztuki współczesnej w Lyonie (z J. Sans): "Experience de la durée", 2005;
- "Translation", Palais de Tokyo, Paryż 2005;
- "Are you experienced" (z P. Falcone), Pescara, Bukareszt, Budapeszt, 2006;
- "Estratos", Murcia, 2008;
- "Altermodern", Tate Britain, Londyn, 2009.

## Wybrane publikacje
- Radicant, 2009. Sternberg Press, New York/Merve Verlag, Berlin/Denoël, Paris, 2009.
- Postproduction, 2001. Lukas & Sternberg, New York (oryginalnie ukazała się w języku angielskim)
- Formes de vie. L'art moderne et l'invention de soi, 1999. Paris, Denoël.
- Esthétique relationnelle, 1998. Dijon, Les presses du réel.

## Publikacje w języku polskim
- Postprodukcja, tł. Ł. Białkowski, Wydawnictwo Akademii Sztuk Pięknych w Krakowie, Kraków 2023.
- Estetyka relacyjna, tł. Ł. Białkowski, Muzeum Sztuki Współczesnej w Krakowie, Kraków 2012.
- Anioł Mas. Wykorzystanie ruin i strzępków historii w sztuce współczesnej, tł. Ł. Białkowski, w: katalog wystawy „Historia w sztuce”, Muzeum Sztuki Współczesnej w Krakowie, Kraków 2011.